# Federazione calcistica della Costa d'Avorio
La Federazione calcistica della Costa d'Avorio (fra. Fédération Ivoirienne de Football; arabo اتحاد ساحل العاج لكرة القدم, acronimo FIF) è l'ente che governa il calcio in Costa d'Avorio.
Fondata nel 1960, si affiliò alla FIFA nel 1961 e alla CAF nello stesso anno. Ha sede nella ex capitale Abidjan e controlla il campionato nazionale, la coppa nazionale, la supercoppa nazionale e la nazionale di calcio del paese.